# 古城镇 (静宁县)
古城镇，是中华人民共和国甘肃省平凉市静宁县下辖的一个乡镇级行政单位。
2015年，甘肃省民政厅批复同意撤销古城乡，设立古城镇。

## 行政区划
古城镇下辖以下地区：
齐岔村、杨沟村、邹河村、上程村、程梁村、上李村、田岔村、西岔村、二堡村、余湾村、丁寺村、老庄村、同心村、连湾村、阴坡村、柳沟村、岳咀村、西湾村、高刘村、朱川村、陈河村、庙堡村、胡坡村和贾庄村。